# Махмут Аталай
Махмут Аталай (тур. Mahmut Atalay; нар. 30 березня 1934, Чорак, провінція Чорум — 5 грудня 2004, Анкара) — турецький борець вільного стилю, чемпіон та срібний призер чемпіонатів світу, дворазовий срібний призер чемпіонатів Європи, чемпіон Олімпійських ігор.

## Життєпис
Народився в 1934 році в селищі, заснованому шапсугами (нечисленна народність, що проживає в Адигеї). Його дід за національності шапсуг, бабуся — кабардинка. Вони перебралися до Туреччини в 1893 році, коли батькові борця, Ібрагіму Наго, тоді було сім років. Аталай почав боротися у віці десяти років. Це була народна боротьба, без змагань з якої в його селищі не обходилося жодне свято. Аталай перевершував своїх однолітків у фізичній силі і надзвичайно наполегливим характером. Згодом став відвідувати спортивний клуб. У 1955 році його призвали в армію, де на нього звернув увагу учень знаменитого Яшара Догу, відомий тренер Адил Жандемір. Перший великий успіх до Атала прийшов в 1959 році, коли він став чемпіоном країни. Протягом багатьох років Аталай утримував беззастережне лідерство в країні, був першим номером збірної, однак за кордоном йому довго не вдавалося досягти успіху. На літніх Олімпійських іграх 1964 року в Токіо став четвертим. На чемпіонаті світу 1965 року в Манчестері завював срібну нагороду. Нарешті у 1966 році став чемпіоном світу у вазі до 78 кг. Але піком його спортивної кар'єри став виступ на Олімпіаді 1968 року в Мехіко, де він став олімпійським чемпіоном. Досягнувши своєї мрії 34-річний борець закінчив свої виступи.
На зароблені боротьбою гроші Аталай відкрив ресторан в центрі Анкари. На стінах розвісив фотографії своїх поєдинків, власні портрети і портрети головних своїх суперників та інших іменитих вільників. Був одружений і мав трьох дітей.
Тренував національну команду Туреччини.
Помер 5 грудня 2004 року в Анкарі від серцевого нападу.

## Спортивні результати на міжнародних змаганнях

### Виступи на Олімпіадах
| Змагання                    | Збірна    | Вагова категорія          | Місце  |
| --------------------------- | --------- | ------------------------- | ------ |
| Літні Олімпійські ігри 1964 | Туреччина | вільна боротьба, до 70 кг | 4      |
| Літні Олімпійські ігри 1968 | Туреччина | вільна боротьба, до 78 кг | Золото |

### Виступи на Чемпіонатах світу
| Змагання                        | Збірна    | Вагова категорія          | Місце  |
| ------------------------------- | --------- | ------------------------- | ------ |
| Чемпіонат світу з боротьби 1963 | Туреччина | вільна боротьба, до 70 кг | 4      |
| Чемпіонат світу з боротьби 1965 | Туреччина | вільна боротьба, до 70 кг | Срібло |
| Чемпіонат світу з боротьби 1966 | Туреччина | вільна боротьба, до 78 кг | Золото |
| Чемпіонат світу з боротьби 1967 | Туреччина | вільна боротьба, до 78 кг | 4      |

### Виступи на Чемпіонатах Європи
| Змагання                         | Збірна    | Вагова категорія          | Місце  |
| -------------------------------- | --------- | ------------------------- | ------ |
| Чемпіонат Європи з боротьби 1966 | Туреччина | вільна боротьба, до 78 кг | Срібло |
| Чемпіонат Європи з боротьби 1967 | Туреччина | вільна боротьба, до 78 кг | Срібло |

### Виступи на інших змаганнях
| Змагання                    | Збірна    | Вагова категорія          | Місце  |
| --------------------------- | --------- | ------------------------- | ------ |
| Середземноморські ігри 1959 | Туреччина | вільна боротьба, до 78 кг | Золото |
| Середземноморські ігри 1963 | Туреччина | вільна боротьба, до 70 кг | Золото |